# Antón Lamazares
Antón Lamazares Silva (Lalín, 2 gennaio 1954) è un pittore spagnolo.
È considerato uno dei più noti esponenti dell'arte astratta galiziana degli ultimi decenni. Nelle sue opere, spesso di grandi dimensioni, si ravvisano tendenze espressionistiche ed informaliste.

## Biografia
Nella sua carriera ha tenuto diverse esposizioni, sia personali che collettive. In particolare, si ricordano quelle di New York del 1988 (insieme a Martin Chiniro, altro pittore spagnolo) e del 2009 al Queen Sofìa Spanish Institute, nonché quella al Museo Kiscelli di Budapest del 2007.
Ha inoltre eseguito le illustrazioni per il libro Un sentimiento ingrávido recorre el ambiente del poeta Carlos Oroza.
Alcune sue opere sono presenti nella collezione d'arte contemporanea del colosso energetico spagnolo Gas Natural Fenosa.
I suoi lavori e le sue esposizioni hanno trovato sempre grandi attenzioni e positive recensioni da parte della stampa spagnola, in particolare dal quotidiano El País